# Association Sportive des Forces Armées Nigériennes
A Association Sportive des Forces Armées Nigériennes ou ASFAN é um clube de futebol com sede em Niamey, Níger. A equipe disputou a  Liga dos Campeões da África.